# Villagarcía de la Torre
Villagarcía de la Torre és un municipi de la província de Badajoz, a la comunitat autònoma d'Extremadura.

## Personatges Il·lustres
- Nicolás Candalija
- Garci Fernandez
- Juan de la Torre y Díaz Chacón, Conquistador de Santo Domingo, Puerto Rico i Perú
- El bisbe de Cartagena (Múrcia) i Arquebisbe de Toledo Cardenal Silíceo (1477 - 1557)